# 大恋愛〜僕を忘れる君と
『大恋愛〜僕を忘れる君と』（だいれんあい ぼくをわすれるきみと）は、2018年10月12日から12月14日までTBSテレビ系「金曜ドラマ」で放送されたテレビドラマである。主演は戸田恵梨香、相手役にムロツヨシ、物語は脚本を手掛ける大石静の完全オリジナル。
キャッチコピーは「これは、神様がくれた最後の恋－」。
撮影には引越業最大手のアートコーポレーション（アート引越センター） が全面協力しており、ドラマ中の衣装や段ボール、車両は実際にアート引越センターで使われているものが使用されている。
2020年4月期より同枠で放送予定だった『MIU404』が新型コロナウイルス感染拡大の影響で放送開始が6月26日に延期となり、同年6月5日から6月19日にかけて「特別編」が代替番組として放送された。

## あらすじ
KITAレディースクリニックに勤務する女医である北澤尚は激しい恋をしたことはないが、年上の医師である井原侑市との婚約が決まり、仕事もプライベートも順調な日々を過ごしていた。しかし結婚式まで1か月と迫り、新居へと引っ越すことになったある日、尚は引越のアルバイトで尚の自宅に来ていた元小説家の間宮真司と運命的な恋に落ちる。尚と真司が本気の恋へと突き進もうとしていた時、尚が若年性アルツハイマー病の前段階とされる軽度認知障害（MCI）に侵されていることが判明する。次第に真司は尚の病や2人の出会いをきっかけに愛することの意味や喜びを感じていく。そして尚がいつか自分のことを忘れてしまうという恐怖を感じながらも、真司は2人の愛の日々を小説に綴っていくことを決める。

## 登場人物
※〈 〉内の年齢は第1話当時による。

### 主要人物
北澤尚（きたざわ なお） → 間宮尚（まみや なお）〈34〉
演 - 戸田恵梨香
KITAレディースクリニックに勤務する産婦人科医。
大学医学部の准教授になる予定の井原侑市と婚約。侑市に恋愛感情はなかったものの、人生のパートナーとしてやっていけると確信していた。しかし、新居に引っ越す日に尚の自宅を訪れた引越アルバイトの間宮真司と運命の恋に落ちる。更に真司との恋に突き進んでいる頃から記憶に異常をきたす若年性アルツハイマー病に侵されてしまう。
一時は真司に別れを告げられ自殺を考えるほど落ち込んでいたが、9か月後に行きつけの居酒屋で彼と再会し、彼のプロポーズを受け入れて結婚した。
堂明大学の学生たちの前で自分の経験談を話すつもりだったが、ハウリングによる反射性失神を起こして中止になり入院する。その後、軽度認知障害（MCI）から若年性アルツハイマー病に進行していると侑市から宣告された。
真司から子どもが欲しいとの要望に対して自身の病気で子どもを悲しませたくないと一時は断ったが、考えを改めて子どもを作るようにし、息子を出産し恵一と名付ける。
病気が進行して衰えていく自身を見せたくない想いで、真司にメモを残して家を出て「朝倉診療所」に住み始める。真司が訪れた時には既に記憶がなくなっていたが、彼が『脳みそとアップルパイ』の朗読をしている時に記憶が回想され 更に『もう一度、第一章から』の朗読しているときに一瞬だけ記憶がよみがえった。その1年後に肺炎を起こし、息を引き取った。真司と恵一が住み続ける一軒家には、結婚式の記念写真をはじめとする尚の写真が大量に飾られている。
間宮真司（まみや しんじ）〈41〉
演 - ムロツヨシ
小説家。生まれてすぐに捨てられたため親の顔は一切知らない。神社に捨てられていて、宮司の「宮」と児童養護施設の園長の姓、間山の「間」からこの名になった。
デビュー作『砂にまみれたアンジェリカ』がベストセラーになったものの、次作で酷評され次第に世間から忘れ去られ、引越のアルバイトで生計を立てていた。小説家に復帰後も、アップルパイを届けたり木村に悩みを相談したりする等で引越のアルバイト先に訪ねている。
元々他人を信じない性格で本気で人を愛したことがなかったが、引越のアルバイトのために訪れた家の住人である北澤尚に惹かれ恋に落ちる。
尚に別れを告げたあと本格的に小説を執筆し、9か月後に『脳みそとアップルパイ』を出版して大ヒットさせる。その後、行きつけの居酒屋で侑市に尚の自身に対する気持ちを伝えられ、侑市と入れ替わりで尚が来て久しぶりに再会し、プロポーズを彼女に受け入れられて結婚し、マンションに引っ越した。
担当編集者の水野から『脳みそとアップルパイ』の映画化を提案された際に、もう一度一から執筆し直すことを伝えた。『もう一度、第一章から』のタイトルで新聞連載を始め、後に本を出版して大ヒットさせる。尚の病気が進行して記憶がなくなる前に、彼女と息子の恵一と一緒に一軒家に引っ越した。
尚との最後の日々は、彼女の死後に本作と同タイトルの『大恋愛〜僕を忘れる君と』として執筆・出版し、これを最後に作家として新しい挑戦をしていくことを尚の霊前に誓っている。

### 井原家
井原侑市（いはら ゆういち）〈40〉
演 - 松岡昌宏
アルツハイマー病の最先端研究に邁進する堂明大学附属病院のエリート精神科医。
派遣先のワシントンから帰国後に尚と婚約。価値観が似ている尚が気に入り、准教授になることをきっかけに身を固めようと決意する。しかし、結婚式の1か月前に尚から婚約破棄を突然言われてしまう。尚が若年性アルツハイマー病に侵されていることを知った後も主治医として支えていく。
薫の相談相手になってからお互いに好意を持つようになり、彼女と結婚した。
最終話では、開発したアルツハイマー病の原因物質を取り除く効果を持つ新薬「サティタミン」が厚生労働省の認可を受け、ノーベル賞並みの成果と称賛される。
井原千賀子（いはら ちかこ）〈64〉
演 - 夏樹陽子
有名なウェディングドレスデザイナーであり、侑市の母。
優秀な精神科医である侑市を溺愛している。侑市の婚約者である尚を気に入っているが、尚の病気のことを知り、彼女と別れるように進言する。
侑市のマンションに入った際に息子から薫と結婚すると告げられ、自宅に戻った後はショックで泣き続けた。4年後、誠一郎に説得されて謝罪に訪れた侑市と薫と会い、彼女のために自ら製作したウェディングドレスを用意した。
井原誠一郎（いはら せいいちろう）
演 - 橋爪淳
有名な建築家であり、侑市の父。
侑市に泣き崩れる薫の相手をするように電話したことで、侑市と薫が結ばれるきっかけを作る。その後、侑市が新薬認可に成功した際、これをチャンスとして侑市・薫夫妻と千賀子に和解するようとりなす。

### KITAレディースクリニック
北澤薫（きたざわ かおる）〈55〉
演 - 草刈民代
尚の母で、KITAレディースクリニック院長を務める産婦人科医。
早くに夫を亡くし、尚を女手ひとつで育ててきた。尚が侑市との婚約を一方的に破棄し、真司との恋に走ってしまったことを知り猛反対していたが、最終的に許す。それでも若年性アルツハイマー病に侵されてしまった尚を懸命に支える。
侑市に悩みを相談するようになってから次第に好意を持つようになり、彼のプロポーズを受けて結婚した。
沢田柚香（さわだ ゆずか）〈34〉
演 - 黒川智花
小学校から高校まで尚と同じ学校で過ごした親友。バツイチで子持ち。
尚に誘われKITAレディースクリニックの受付で働くことになる。
石田ミル（いしだ みる）
演 - 小篠恵奈（第3話まで出演）
KITAレディースクリニックの受付。
尚の発症による体制変更に伴い、薫に紹介された銀座のクリニックへ移る。

### 真司の引越バイト仲間
木村明男（きむら あきお）〈45〉
演 - 富澤たけし
真司がアルバイトをしている引越会社の先輩（チームリーダー）。
気立てがよく、尚との恋に思い悩んでいく真司の良き相談相手になり、尚との恋を陰ながら応援していく。尚と真司の結婚式当日に、真司の強い要望により急遽牧師を務める。
小川翔太（おがわ しょうた）〈24〉
演 - 杉野遥亮
真司・木村と同じ引越会社に勤める若手スタッフ。
木村と同じように真司を陰ながら応援していく。

### その他
山ちゃん（居酒屋店長）
演 - 永野宗典
大衆酒場「晩杯屋」の店長。
ちはるとの会話を遠くから眺めている真司たちに創作されることが多い。
ちはる（居酒屋店員）
演 - 岸明日香
大衆酒場「晩杯屋」の店員。
店長から妊娠しているかを問われ否定し続けたが、後に出産した。その後も同じ居酒屋で働いている。
水野明美（みずの あけみ）
演 - 木南晴夏（第5話から出演）
真司が大ヒットさせた小説『脳みそとアップルパイ』の担当編集者。使用している手帳の色は紫。
その後も真司の担当編集者としてマネージメントを行い、『脳みそとアップルパイ』の続編や映画化を彼に提案するなどしている。
松尾公平（まつお こうへい）
演 - 小池徹平（第6話から出演）
尚と同じ若年性アルツハイマー病を患う保育士。主治医は尚と同じく侑市が担当する。仕事柄子供には優しく、人に対して気さくに接し笑顔を振りまく、真司曰く「キラースマイル」の持ち主。病気の発覚で妻には離婚され、職場での仕事は失いかけている。
同じ病の患者・尚の存在を知って急速に接近し、彼女が経験談を語るイベントの準備を、前年に同じイベントを行った経験者としてアドバイスするなどして友人関係になる。その会場で失神し入院した彼女に、真司になりすましキスをした。侑市の学生が撮影した尚の経験談の映像より、会場で意図的にハウリングを起こし尚の失神を誘発したことが判明する。
真司や侑市に尚を自分のものにすることを宣言するなど彼女への執着をあらわにしてゆく。やがて、真司とケンカをしてマンションを出た尚を捕まえ、彼女に睡眠薬入りの飲み物を差し出し眠らせて一緒に心中しようとする。しかし、尚は眠ったふりをしただけで未遂に終わり、彼女に諭されて別れる決心をした。
最終話では尚の行方を捜す真司と病院で再会するものの、彼のことを認識できない状態で、食事も一人で食べる事ができないほど若年性アルツハイマー病が進行していた。
間宮恵一（まみや けいいち）
演 - 加藤斗真（第9話・最終話）、大塲心温〈小学生期〉（最終話）
尚と真司の息子。

### ゲスト
第1話
黒田あや（くろだ あや）
演 - 室井佑月
KITAレディースクリニックの患者。
尚のことは前からよく知っており、尚の結婚記念のお祝いにケーキを贈るが、尚は黒田のことを思い出せなかった。
渡部伸夫（わたべ のぶお）
演 - 長谷川朝晴
交通事故で運ばれて来た尚を検査した堂明大学附属病院の医師。
同期の侑市に尚のMRIを見せたことで、彼女の脳に軽度認知障害（MCI）の兆候があることを発覚する。
神谷洋子（かみや ようこ）
演 ‐ 田村たがめ（第2話）
尚の部屋の上階の住人。

第3話
侑市の見合い相手
演 - 芹那、上打田内恵美、木村美穂（阿佐ヶ谷姉妹）

第4話
梓澤レイ
演 - 桜井ユキ
侑市の見合い相手。
友部浩介
演 - 林泰文
厚生労働省 医政局 医事課 医師免許審議室職員。
畑野みどり
演 - 高橋ひとみ
KITAレディースクリニックの患者。
尚が侑市の診察室に入っていくところを見て、彼女が若年性アルツハイマー病であることをKITAレディースクリニックの電子掲示板に書き込み、炎上させた。

第5話
児玉教授
演 - 小木茂光
堂明大学附属病院で侑市の上司。

最終話
朝倉郁夫
演 - 岡本信人
『砂にまみれたアンジェリカ』に出てくる煙突の近くで開業している「朝倉診療所」の医師。
山森学部長
演 - 山田明郷
堂明大学学部長。
侑市が開発したアルツハイマー病の新薬「サティタミン」が厚生労働省から承認されたことを報告する。
番組MC
演 - 辻よしなり
薫が出て尚の行方を訴えた捜索番組「行方不明者大捜索」のMCを務める。

## スタッフ
- 脚本 - 大石静、泉澤陽子
- 音楽 - 河野伸
- 主題歌 - back number「オールドファッション」（ユニバーサルシグマ）[10]
- 特別協力 - アート引越センター
- 美術協力 - 大建工業[11]
- 医療監修 - 今井幸充（医療法人社団翠会 和光病院）
- 婦人科指導 - 尾西芳子（高輪台レディースクリニック）
- 医療指導 - 互健二（東京慈恵会医科大学）
- 研究指導 - 小野麻衣子、高堂裕平（量子科学技術研究開発機構）
- 演出 - 金子文紀、岡本伸吾、棚澤孝義
- プロデューサー - 宮﨑真佐子、佐藤敦司（ドリマックス）
- 製作 - ドリマックス、TBS

## 放送日程
| 話数                                                                         | 放送日   | サブタイトル                                                    | 脚本            | 演出     | 視聴率 |
| ---------------------------------------------------------------------------- | -------- | --------------------------------------------------------------- | --------------- | -------- | ------ |
| 第1話                                                                        | 10月12日 | あなたを忘れない! 10年間の愛の物語…これは、神様がくれた最後の恋 | 大石静          | 金子文紀 | 10.4%  |
| 第2話                                                                        | 10月19日 | どんな君でも一緒にいたい! 最後にくれた愛の告白                  | 大石静          | 金子文紀 | 10.6%  |
| 第3話                                                                        | 10月26日 | ひどい女でも好きなんだ! 貯金12万の俺にできる事                  | 大石静          | 岡本伸吾 | 10.9%  |
| 第4話                                                                        | 11月02日 | 運命の相手                                                      | 大石静          | 岡本伸吾 | 09.6%  |
| 第5話                                                                        | 11月09日 | 永遠の愛を誓う日…生きてて良かった…私幸せです                    | 大石静          | 金子文紀 | 10.4%  |
| 第6話                                                                        | 11月16日 | 新婚生活スタート! 絶好調の2人に忍び寄る影…                      | 大石静          | 棚澤孝義 | 07.6%  |
| 第7話                                                                        | 11月23日 | あなたの子どもを生みたい! 夫婦の絆が深まる日                    | 大石静          | 岡本伸吾 | 09.0%  |
| 第8話                                                                        | 11月30日 | 悪魔の手から妻を救え! これが私たち夫婦の愛の形                  | 大石静 泉澤陽子 | 金子文紀 | 08.5%  |
| 第9話                                                                        | 12月07日 | この毎日は奇跡だ! 妻を笑わせることが僕の仕事                    | 大石静          | 岡本伸吾 | 10.0%  |
| 最終話                                                                       | 12月14日 | 君には絶対、絶対、僕なんだ! これは神様がくれた最後の奇跡        | 大石静 泉澤陽子 | 金子文紀 | 13.2%  |
| 平均視聴率 10.0%（視聴率はビデオリサーチ調べ、関東地区・世帯・リアルタイム） |          |                                                                 |                 |          |        |

## 反響
- 第1話の無料見逃し配信視聴数は153万回を超え、TBSドラマの初回放送としては最高記録（2014年10月以降）となった[14]。
- 第2話の無料見逃し配信視聴数では160万回を記録。初回無料見逃し配信の再生数を超え、週末の2日間で100万回を突破した[15]。
- Paraviが発表した2018年4月1日～2019年3月31日までの年間視聴数ランキング国内ドラマ部門で1位となった[16]。

## 受賞歴
- 第14回コンフィデンスアワード・ドラマ賞[17]
  - 主演女優賞（戸田恵梨香）
  - 脚本賞（大石静）
- 第99回ザテレビジョンドラマアカデミー賞[18]
  - 主演女優賞（戸田恵梨香）
  - 脚本賞（大石静）
- 東京ドラマアウォード2019[19]
  - 連続ドラマ部門優秀賞

## 関連商品
- “大恋愛”アップルパイ
  - アップルパイ専門店「グラニースミス」とのコラボ。尚と真司との出会いのシーンで登場したアップルパイ。2018年10月6日から12月14日までの期間限定販売[20]。
- CD
  - 金曜ドラマ「大恋愛〜僕を忘れる君と」／オリジナル・サウンドトラック／CD（2018年12月5日発売、ソニー・ミュージックマーケティング、UZCL-2148）[21]
- 書籍
  - 大恋愛〜僕を忘れる君と 上／ノベライズ 脚本・大石静、ノベライズ・高橋和昭（2018年11月10日発売、扶桑社、9784594080952）
  - 大恋愛〜僕を忘れる君と 下／ノベライズ 脚本・大石静、ノベライズ・高橋和昭（2018年12月15日発売、扶桑社、9784594080969）
- DVD-BOX（6枚組）
  - 2019年3月27日発売、品番：TCED-4373 、TCエンタテインメント[22]
- Blu-ray BOX（4枚組）
  - 2019年3月27日発売、品番：TCBD-824 、TCエンタテインメント[22]